# Aborlán
Aborlan es una municipalidad de 2ª clase en la provincia de Palawan, en Filipinas. Se localiza en una vasta llanura entre el Mar de Sulu y las montañas. Se encuentra 69 kilómetros al sur de Puerto Princesa. Según el censo de 2000, tiene 25,540 habitantes en 5,236 hogares.
Aborlan fue establecido en 1910 y convertido en una municipalidad regular en 1951. Es la única localidad en la provincia con una universidad agrícola.
Limita con Quezón y Narra al sur, y Puerto Princesa al norte.

## Barangays
Aborlan está subdividido políticamente en 19 barangays.
- Apo-Aporawan
- Apoc-apoc
- Aporawan
- Barake
- Cabigaan
- Gogognan
- Iraan
- Isaub
- José Rizal
- Mabini
- Magbabadil
- Plaridel
- Ramon Magsaysay
- Sagpangan
- San Juan
- Tagpait
- Tigman
- Población
- Culandanum (Kulangdanum)

## Historia
El 21 de junio de 1969 los barrios de Malatgao, Tinagong-dagat, Taritien, Antipoloan, Teresa, Panacan, Narra, Caguisan, Batang-batang, Bato-bato, Barirao, Malinao, Sandoval, Dumaguena, El Vita, Calategas, Arumayuan, Tacras, Borirao y una parte del barrio Abo-abo, que formaban parte del municipio de   Aborlan, forman el nuevo ayuntamiento de Narra cuya se encuentra en le barrio del mismo nombre.